# Forte (film)
Forte è un film del 2020 diretto da Katia Lewkowicz.

## Trama
Nour è una ragazza con qualche chilo di troppo che per perdere peso decide di prendere lezioni di pole dance in palestra per cercare di attirare l'attenzione dei suoi colleghi maschi.

## Distribuzione
Il film è stato distribuito sulla piattaforma Amazon Prime Video a partire dal 25 gennaio 2021.